# Cementerio Comunitario de Westview

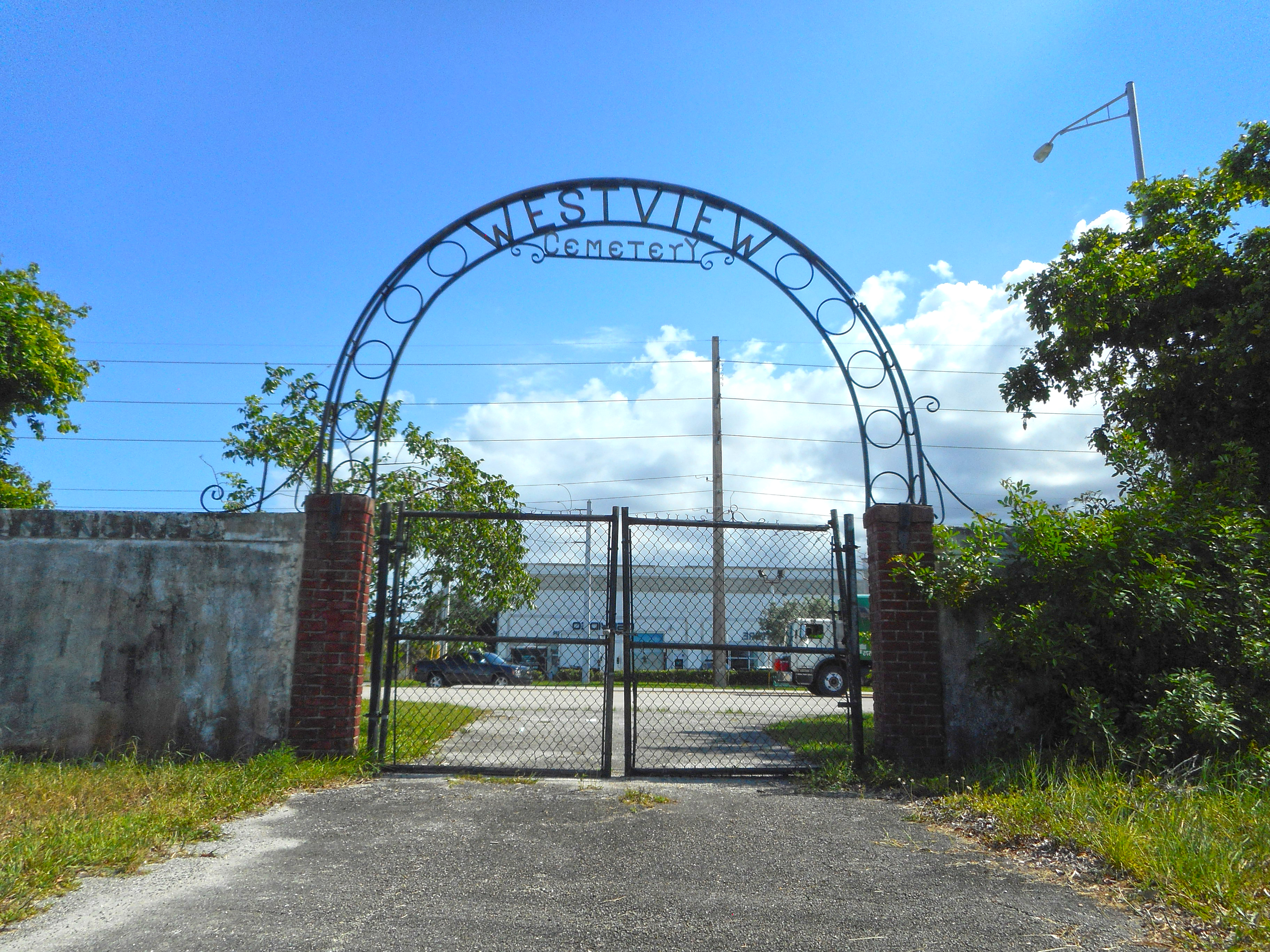
Cementerio Comunitario de Westview

El Cementerio Comunitario de Westview es un cementerio afroamericano histórico en Pompano Beach, Florida. 
Fue creado en 1952 durante la era de la segregación racial cuando se prohibía a los afroamericanos de enterrar sus muertos en cementerios de blancos en la Florida. 
Aquí yace enterrada la famosa actriz Esther Rolle, conocida por el show Good Times de los años 70 y también su hermana Estelle Evans de la película "Matar un ruiseñor" (1962),

## Galería

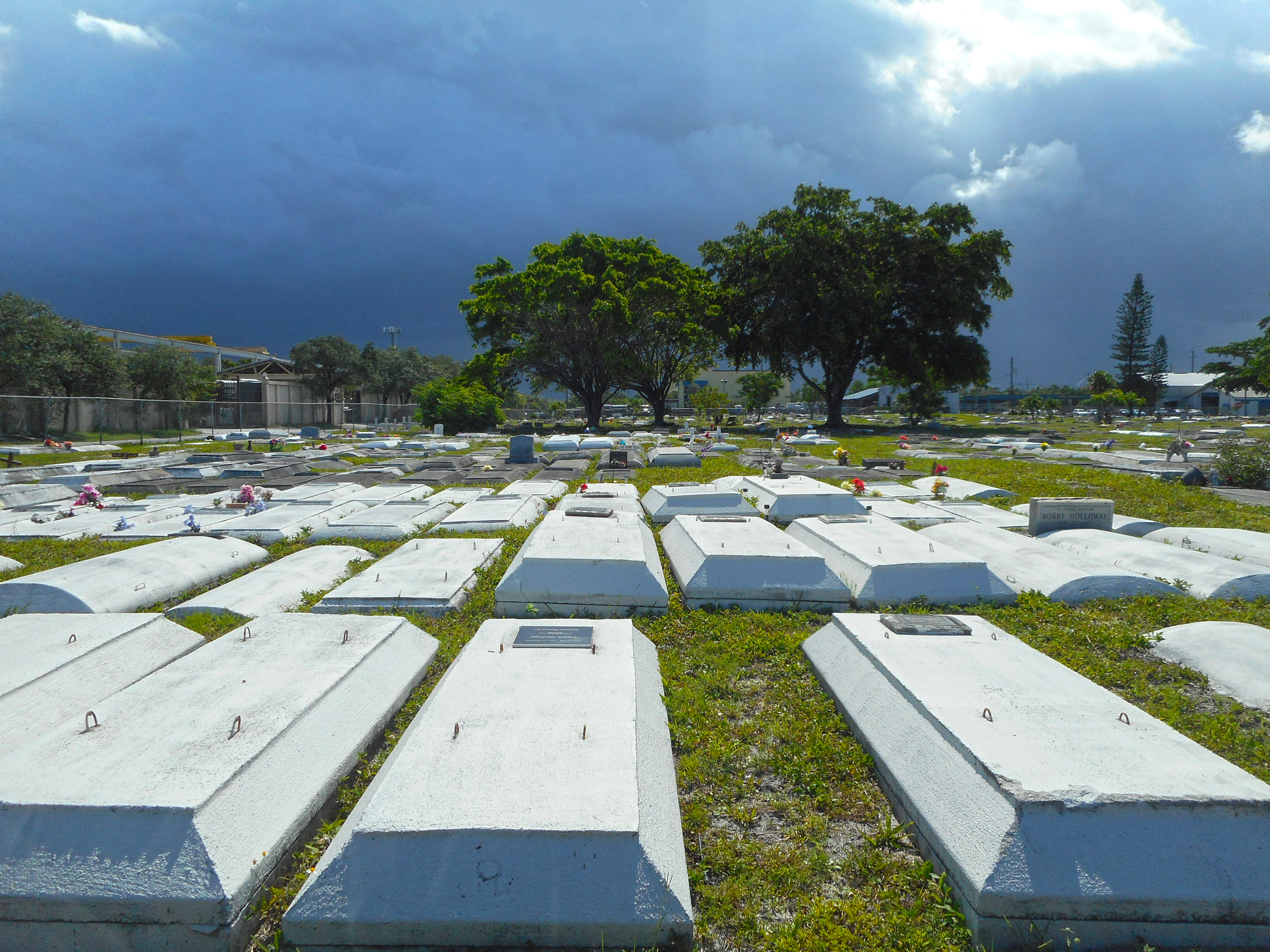
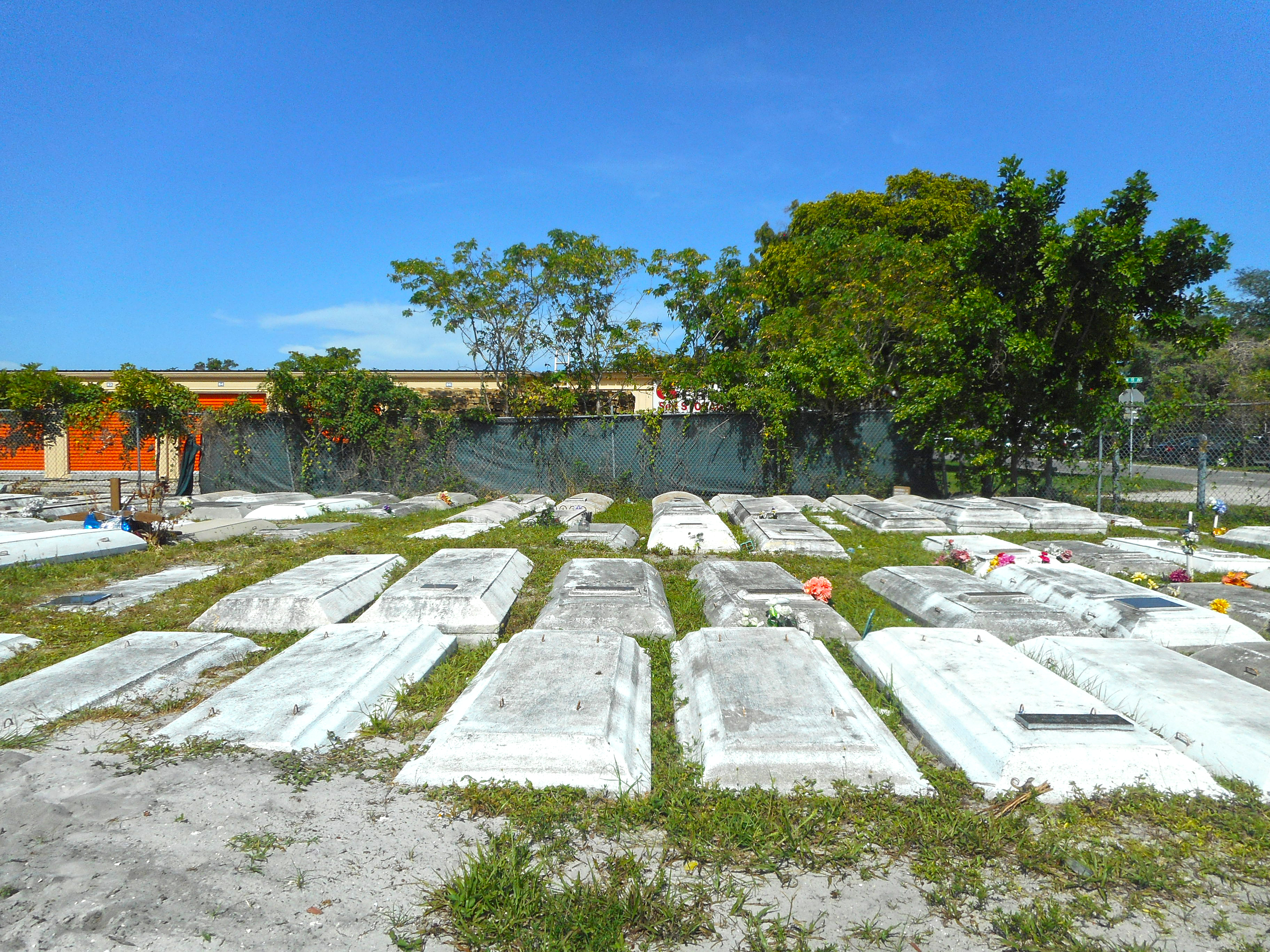
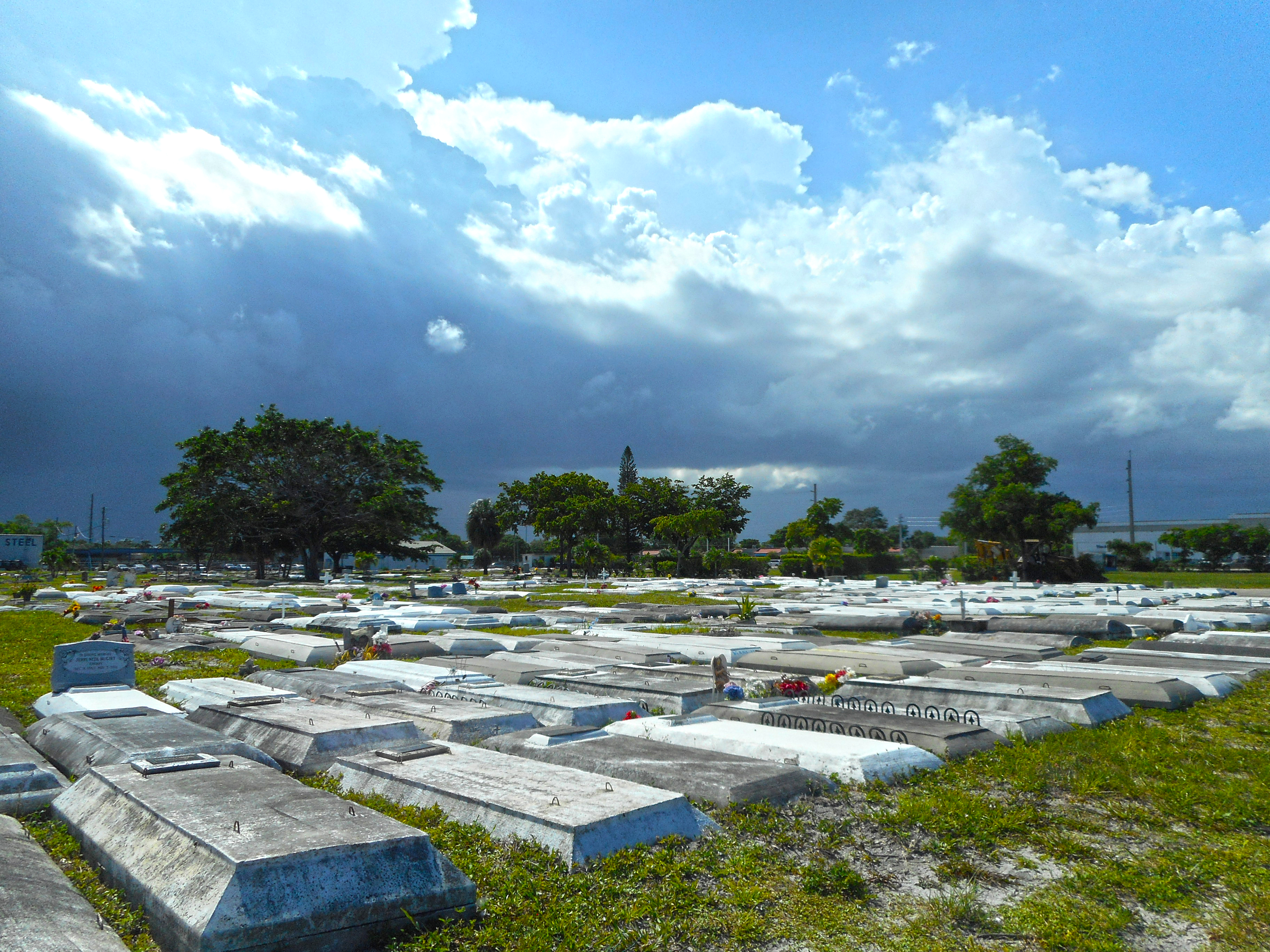
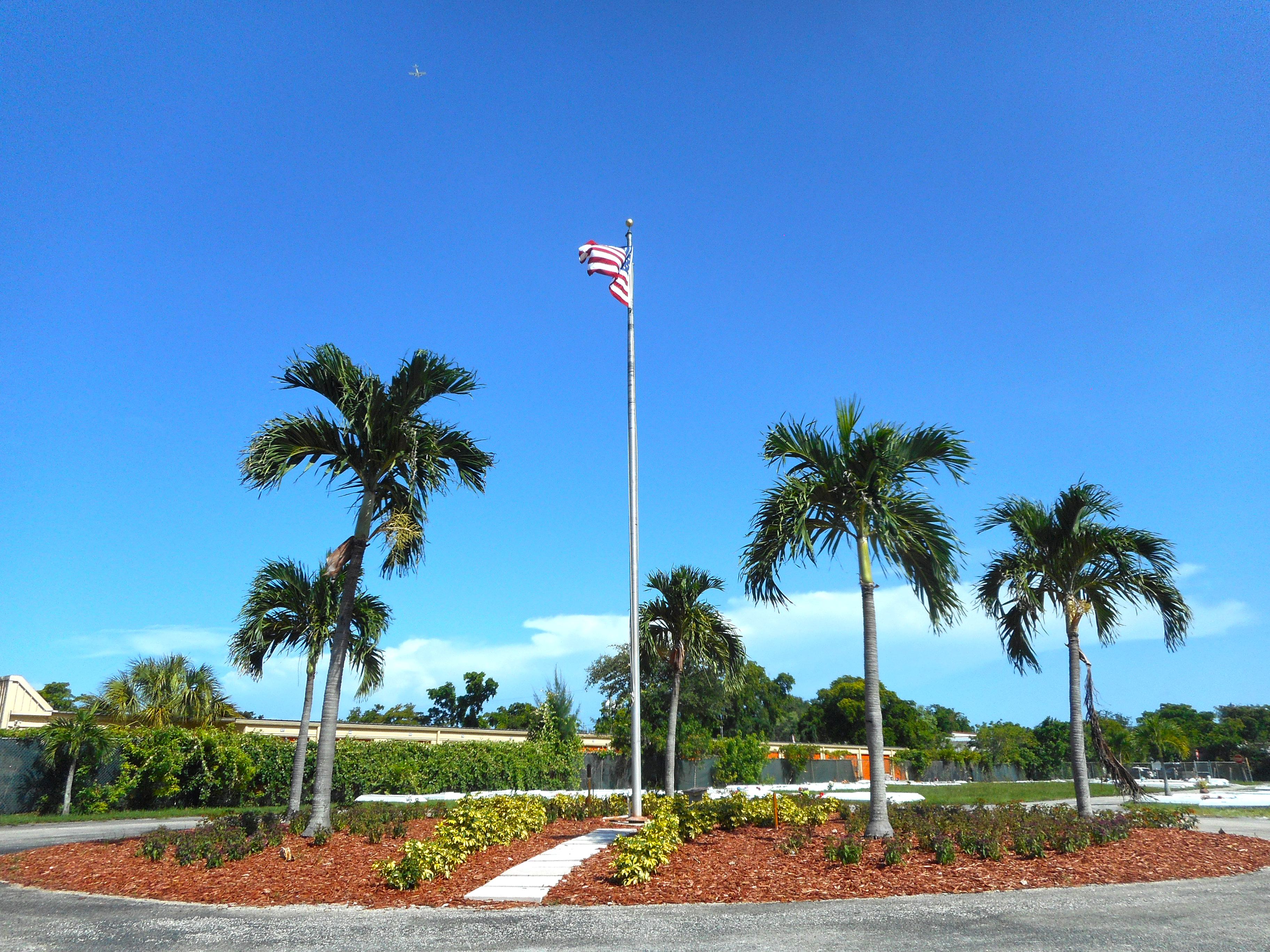
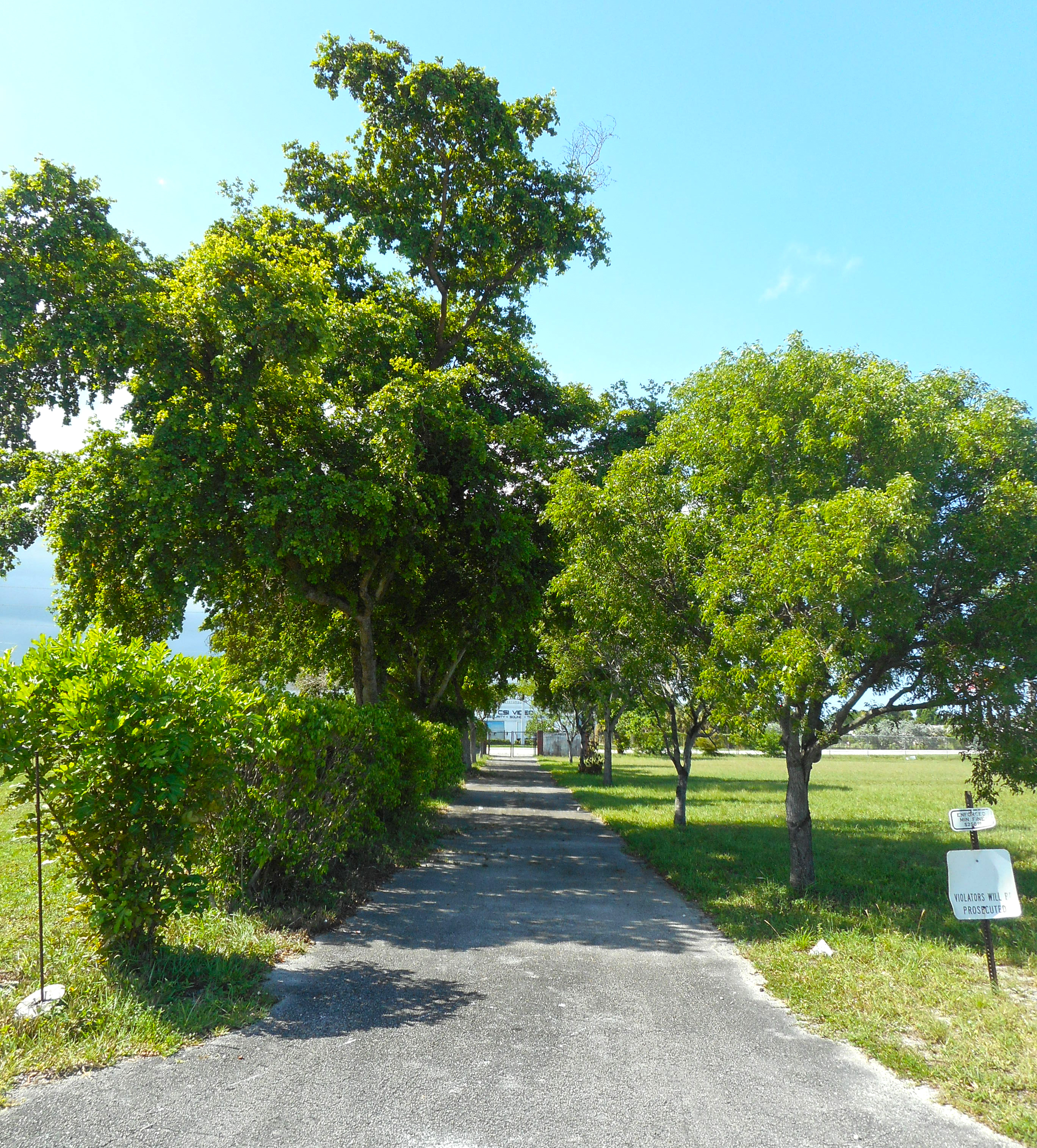
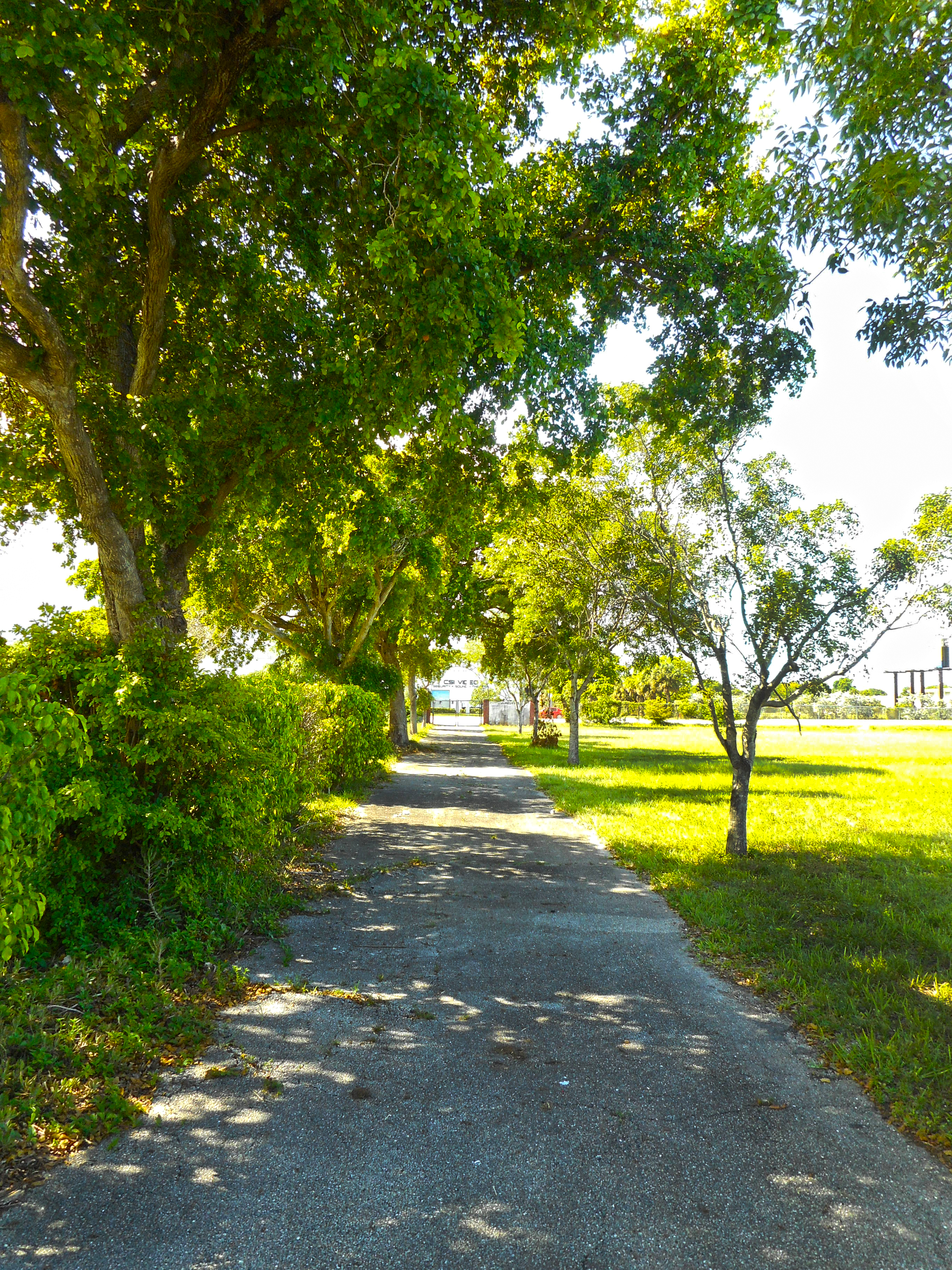
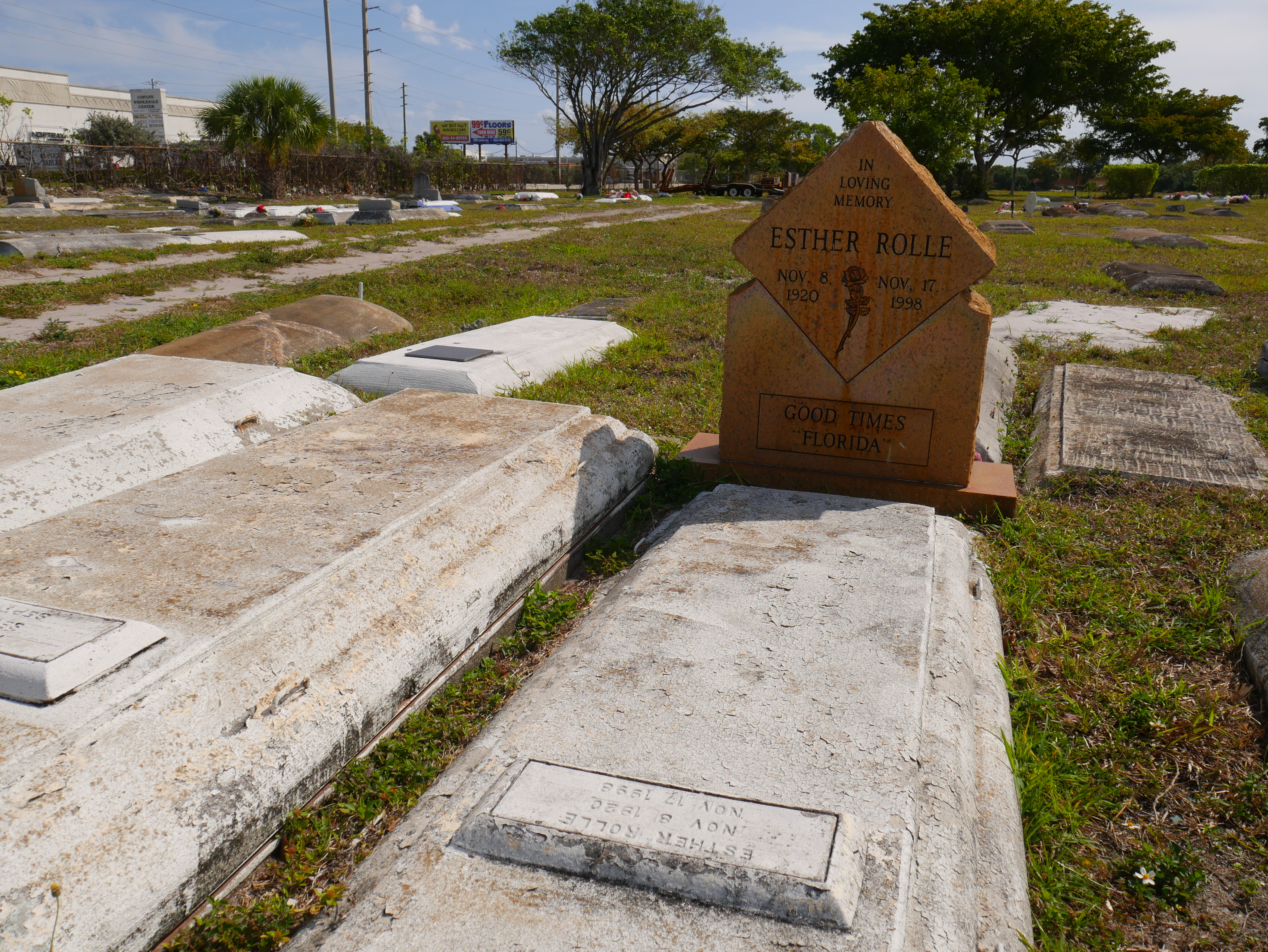